# Rolf Recknagel
Rolf Recknagel, né le 2 février 1918 à Steinbach-Hallenberg (Thuringe) et mort le 5 avril 2006 à Leipzig est un anarchiste, spécialiste de littérature allemande.
Son père est coutelier. Pendant la Seconde Guerre mondiale, il combat dans la 7e Panzerdivision, et déserte en 1944. Il est prisonnier dans un hôpital à Londres.
Il fait ses études à Iéna et Leipzig. En 1954, il obtient un poste de professeur de littérature étrangère contemporaine à l’école spécialisée pour bibliothécaires de Leipzig et obtient son doctorat en 1973.
Recknagel est surtout connu pour avoir pu identifier, sur la base de comparaisons stylistiques, l’acteur, rédacteur radical de Der Ziegelbrenner et révolutionnaire Ret Marut avec le romancier B. Traven. Influencé par l’anarchisme individualiste, Recknagel a également publié des travaux sur Jack London et d’Oskar Maria Graf. Certains autres travaux, trop marqués par l’anarchisme, n’ont pas pu être publiés en RDA ; en 1978, il est la cible d’une tentative d’assassinat de la Stasi sous la forme d’un accident de voiture, à laquelle il survit mais qui lui laisse des séquelles.
En 1970, Recknagel a reçu le prix Heinrich Heine du ministère de la Culture de la RDA et en 1977, il a été décoré de l’ordre du mérite national en bronze.
Le compositeur Gerulf Pannach était son gendre.

## Publications
- B. Traven, Beiträge zur Biografie, P. Recalm, 1966 (réédité en 1971, 1974, 1982) ; publié en France sous le titre de Insaisissable : les aventures de B. Traven, L’Insomniaque, 2008 et B. Traven, romancier et révolutionnaire, Libertalia : 2018
- Ein Bayer in Amerika : Oskar Maria Graf, Leben und Werk, Verlag der Nation, 1974
- Jack London : Leben und Werk eines Rebellen : Biografie, Verlag neues Leben, 1975